# Bouzic
Bouzic (trong tiếng Occitan Bosic) là một xã của Pháp, nằm ở tỉnh Dordogne trong vùng Aquitaine của Pháp. Xã này có diện tích 11,76 km2, dân số năm 1999 là 132 người. Xã nằm ở khu vực có độ cao trung bình 150 m trên mực nước biển.

## Hành chính
| Danh sách các xã trưởng                |             |                    |                  |              |
| Giai đoạn                              | Giai đoạn   | Tên                | Đảng             | Tư cách      |
| 1995                                   | đương nhiệm | Jean-Pierre Valéry | không chính thức | thọ thủ công |
| Tất cả các dữ liệu trước đây không rõ. |             |                    |                  |              |

## Thông tin nhân khẩu
En 1864: 732
| Năm | 1962 | 1968 | 1975 | 1982 | 1990 | 1999 |
| --- | ---- | ---- | ---- | ---- | ---- | ---- |
| Dân số | 174  | 148  | 141  | 128  | 133  | 132  |
| From the year 1962 on: No double counting—residents of multiple communes (e.g. students and military personnel) are counted only once. |      |      |      |      |      |      |